# Lampe für den Pfad zur Erleuchtung
| Tibetische Bezeichnung                             |
| -------------------------------------------------- |
| Tibetische Schrift: བྱང་ཆུབ་ལམ་གྱི་སྒྲོན་མ                |
| Wylie-Transliteration: byang chub lam gyi sgron ma |
| Chinesische Bezeichnung                            |
| Traditionell: 论菩提道燈論; 菩提道炬論             |
| Vereinfacht: 菩提道灯论; 菩提道炬论                |
| Pinyin:Puti daodeng lun; Puti daoju lun            |

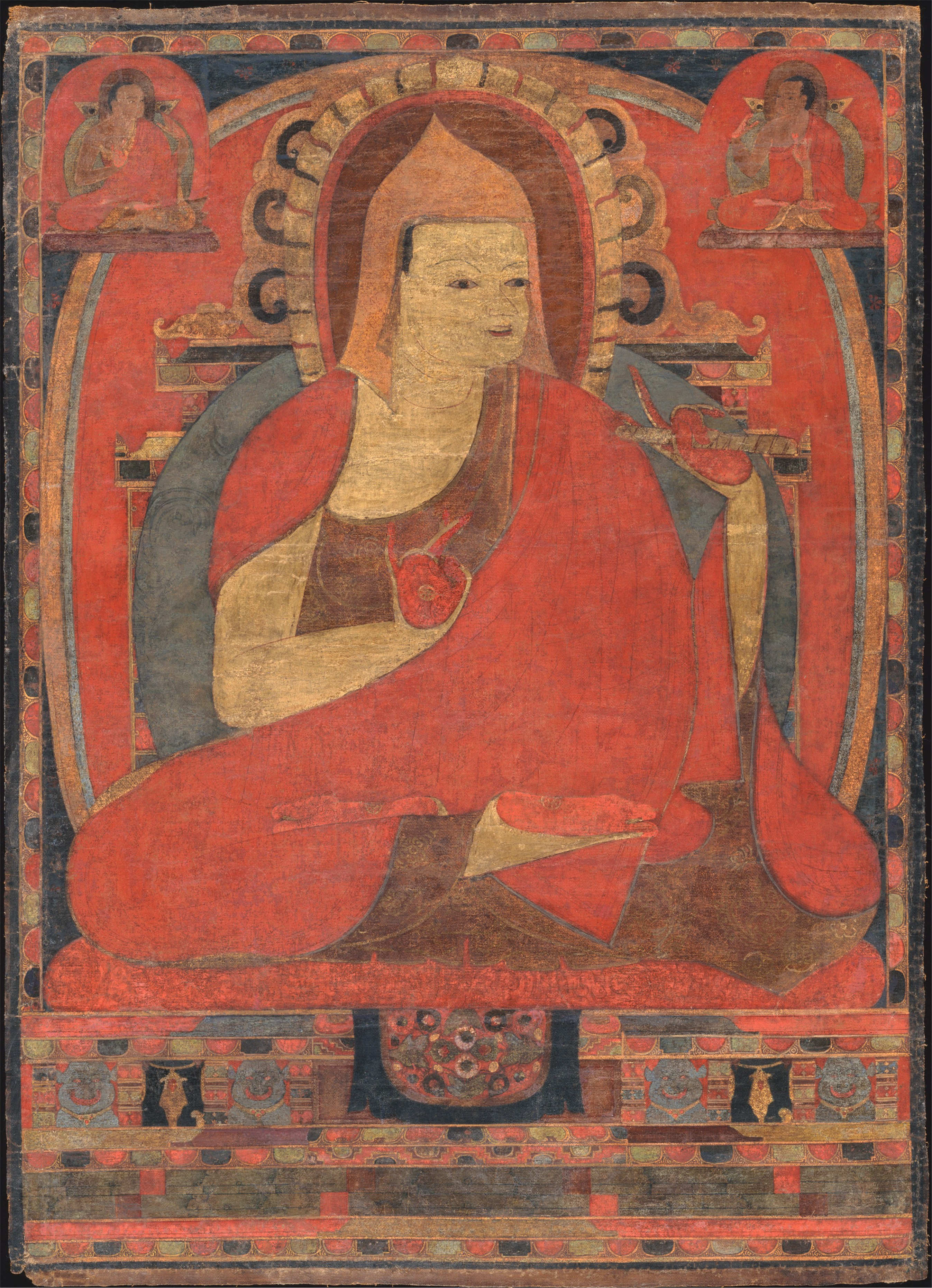
Porträt von Atisha

Eine Lampe für den Pfad zur Erleuchtung (Sanskrit: bodhipathapradīpa; tib. byang-chub lam-gyi sgron-ma; engl. Lamp for the Path to Enlightenment u. a.) ist ein Text von Atisha  aus dem 11. Jahrhundert, der als sein Hauptwerk gilt. Er wurde 1044 verfasst.

## Einführung
Atisha (982–1054) war ein geachteter indischer Gelehrter und Meister des Mahayana-Buddhismus. Er hatte einen bedeutenden Einfluss auf die Entwicklung des tibetischen Buddhismus. Sein Lamrim ist von besonderer Bedeutung innerhalb des tibetischen Buddhismus.
Der Text wurde in Tholing in Shangshung verfasst. Er wurde von Atisha selbst und dem tibetischen Übersetzermönch Gewai Lodrö (dge ba'i blo gros) übersetzt, bearbeitet und fertiggestellt.
Atisha kam auf Einladung des Königs von Westtibet, Lha Lama Yeshe Wo (lha bla ma ye shes 'od), und seines Neffen, Jangchub Ö (byang chub 'od), nach Tibet. Sein Kommen leitete die Periode der zweiten Übertragung des Buddhismus nach Tibet ein, die für die Sakya, Kagyü- und Gelug-Traditionen des tibetischen Buddhismus prägend war.
Der Text ist eine systematisierte Darstellung verschiedener buddhistischer Lehren und zeichnet sich dadurch aus, dass er zum ersten Mal eine Typologie der Persönlichkeitsstufen einführt: eine untere, eine mittlere und eine höhere Stufe. Aus dem Traktat entstand ein großer Korpus tibetischer religiöser Literatur in der Lamrim-Gattung (Stufen des Pfades). Der Text wurde zur Quelle der Lamrim-Tradition oder der abgestuften Stufen des Pfades zur Erleuchtung, einem Ansatz zur spirituellen Praxis, der in allen Schulen des tibetischen Buddhismus vertreten ist.